# U-Bahnhof Voltastraße

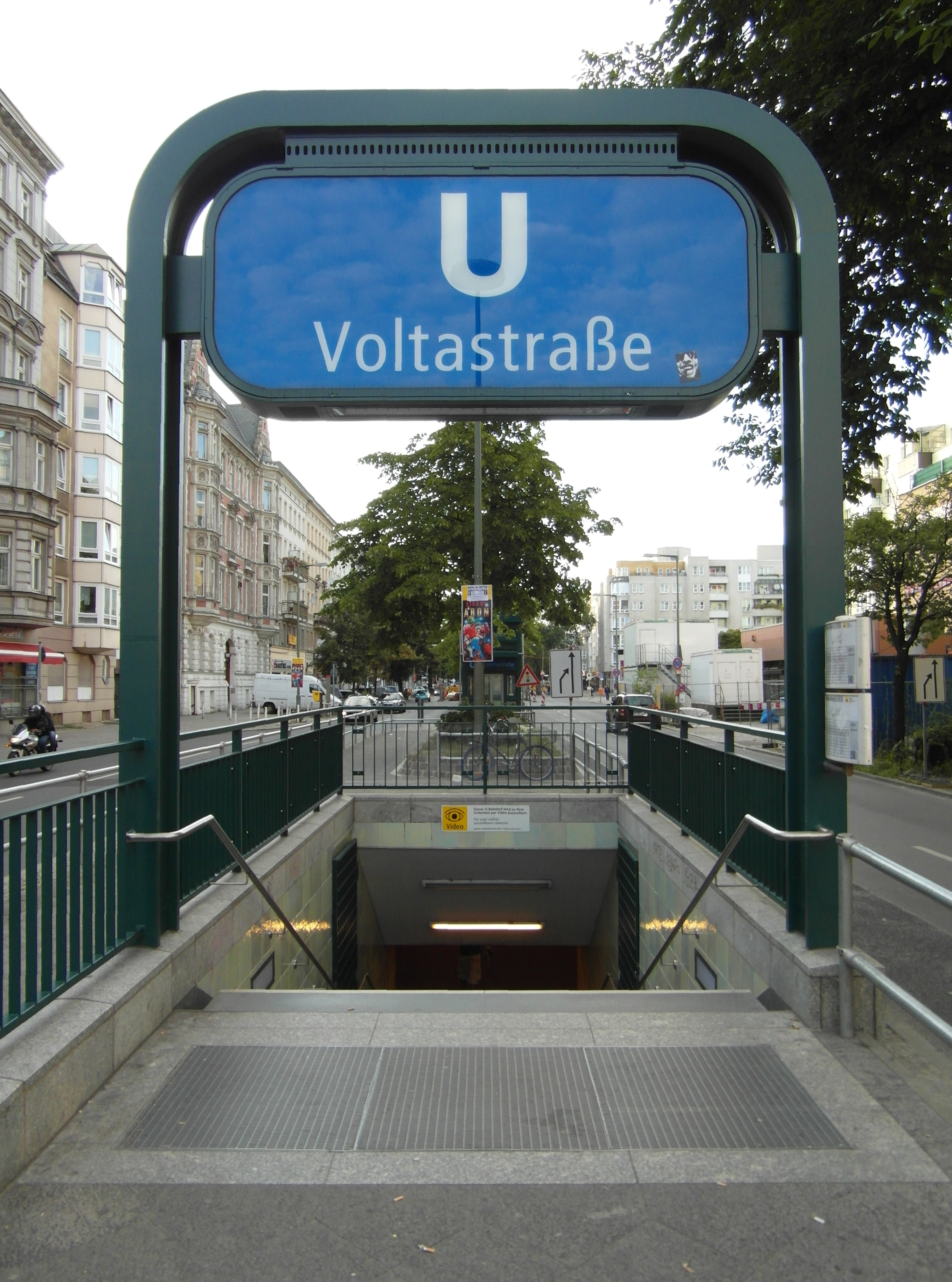
Bahnhofseingang in der Brunnenstraße

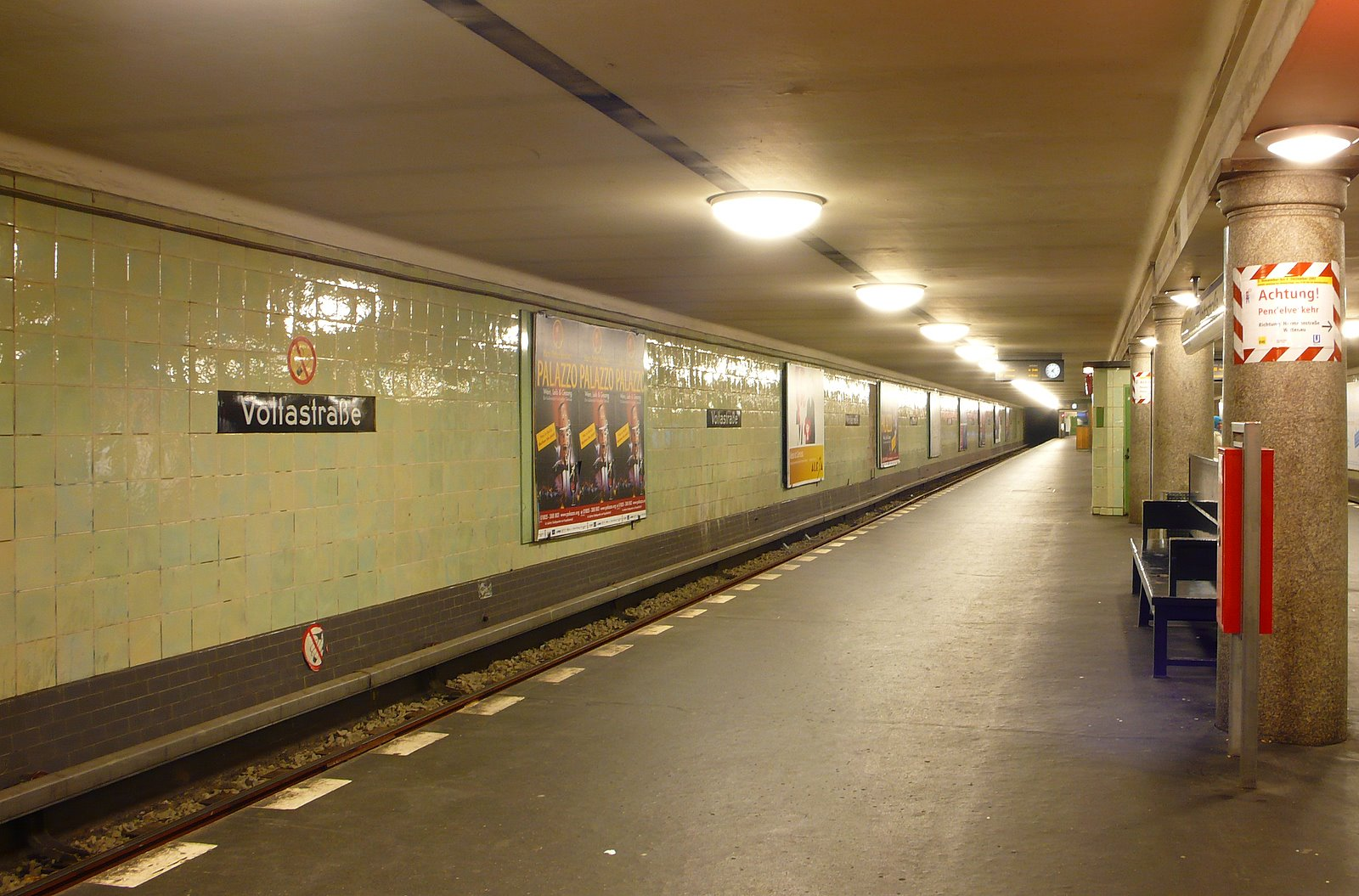
Bahnsteig

Der U-Bahnhof Voltastraße ist ein Bahnhof der Linie U8 der Berliner U-Bahn, unter der Brunnenstraße nahe der Voltastraße gelegen. Er wurde am 18. April 1930 eröffnet und trägt im Bahnhofsverzeichnis der Berliner Verkehrsbetriebe die Bezeichnung Vo. Der Bahnhof besitzt an beiden Enden Treppen, die auf die Mittelinsel der über dem Bahnhof befindlichen Brunnenstraße führen. Seit Ende 2011 besitzt der Bahnhof an seinem südlichen Ende auch einen Aufzug und wird daher als barrierefrei bezeichnet.

## Geschichte
Der U-Bahnhof Voltastraße wurde bereits 1914/1915 durch die AEG-Schnellbahn-A.G. erbaut. Merkmale für dieses frühe Baujahr sind die granitenen Stützsäulen und die geringe Tiefenlage, die Ausgänge zur Straßenmitte bedingen. Eröffnet wurde der Bahnhof am 18. April 1930. Wiedereröffnet, nach kriegsbedingter Schließung im April 1945, wurde er am 22. Mai 1945, kurz nach Kriegsende.
Nach dem Mauerbau war die Linie 8 stark beeinträchtigt. Nach Norden konnten für die West-Berliner nur noch die Bahnhöfe Voltastraße und Gesundbrunnen genutzt werden. Eine Ministrecke, die nur wenig von den Berlinern in Anspruch genommen wurde – ein Zustand, der bis zum 5. Oktober 1977 so anhielt, als die Linie 8 bis zur Osloer Straße verlängert wurde.
Inzwischen deutet nichts mehr darauf hin, dass dieser U-Bahnhof einst von Norden kommend der letzte Bahnhof im Westsektor war. Fuhr man damals weiter gen Süden, um dann am U-Bahnhof Moritzplatz wieder in den Westen zu gelangen, konnte man auf den Ost-Berliner Bahnhöfen Bernauer Straße, Rosenthaler Platz, Weinmeisterstraße, Alexanderplatz, Jannowitzbrücke und Heinrich-Heine-Straße nur spärlich beleuchtete „Geisterbahnhöfe“ sehen, was bei den Passagieren meist ein beklemmendes Gefühl verursachte.

## Anbindung
| Linie | Verlauf |
| ----- | --- |
|       | Wittenau (Wilhelmsruher Damm) – Rathaus Reinickendorf – Karl-Bonhoeffer-Nervenklinik – Lindauer Allee – Paracelsus-Bad – Residenzstraße – Franz-Neumann-Platz (Am Schäfersee) – Osloer Straße – Pankstraße – Gesundbrunnen – Voltastraße – Bernauer Straße – Rosenthaler Platz – Weinmeisterstraße – Alexanderplatz – Jannowitzbrücke – Heinrich-Heine-Straße – Moritzplatz – Kottbusser Tor – Schönleinstraße – Hermannplatz – Boddinstraße – Leinestraße – Hermannstraße |

Am U-Bahnhof bestehen Umsteigemöglichkeiten von der Linie U8 zur Omnibuslinie 247 der Berliner Verkehrsbetriebe.